# 圣皮埃尔-勒博斯特
圣皮埃尔-勒博斯特（法語：Saint-Pierre-le-Bost）是法国克勒兹省的一个市镇，位于该省东北部，属于盖雷区。该市镇总面积17.24平方公里，2009年时的人口为150人。

## 人口
圣皮埃尔-勒博斯特人口变化图示